# 波姆拉
波姆拉（法語：Pommera，法語發音：[pɔmʁa]）是法国上法蘭西大區加来海峡省的一个市镇，属于阿拉斯区。

## 地理
波姆拉（50°10'24"N, 2°26'20"E）面积4.42 平方千米，位于法国上法蘭西大區加来海峡省，该省份为法国北部沿海省份，西北濒北海，南至索姆省，东临北部省。
与波姆拉接壤的市镇（或旧市镇、城区）包括：吕舍、法姆雄、阿卢瓦、蒙迪库尔、奥维尔、阿图瓦地区帕。
波姆拉的时区为UTC+01:00、UTC+02:00（夏令时）。

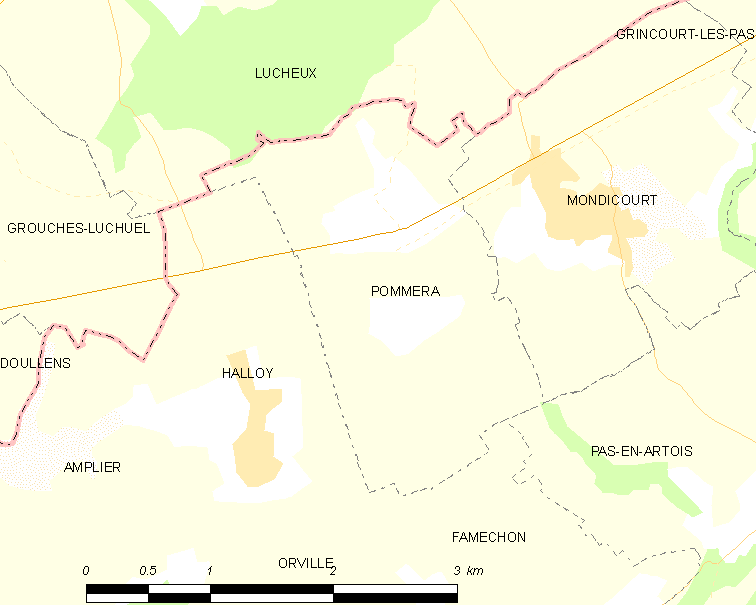
波姆拉的OSM定位图

## 行政
波姆拉的邮政编码为62760，INSEE市镇编码为62663。

## 政治
波姆拉所属的省级选区为阿韦讷勒孔特县。

## 人口

1962-2008年间波姆拉人口变化图示

波姆拉于2022年1月1日时的人口数量为308人。